# MK 101
MK 101 — німецька 30 мм автоматична гармата, яку встановлювали на літаки часів Другої світової війни. Не дивлячись на точність та потужність, з високою дуловою швидкістю, вона була дуже важкою, з низьким темпом вогню. Випускалася малою серією.

## Розробка і використання
У якості комерційної ініціативи гармата була розроблена у 1935 компанією Rheinmetall-Borsig під назвою MG-101 (пізніше позначена MK 101, де «MK» це скорочення від Maschinenkanone, тобто автоматична гармата). Гармата MK 101 мала калібр 30 мм (1.18 in). Вона була довгоствольною автоматичною гарматою яка могла стріляти дев'ятьма різними типами 30x184B мм боєприпасів (від звичайного осколково-фугасного до бронебійного снаряда з вольфрамовим осереддям). Завдяки пневматичному зведенню та ударному пострілу через електричний соленоїд, гармата MK 101 мала відбійний механізм роботи. У роботі ствол і затвор завдяки відбою 30 мм снаряда рухалися назад після кожного пострілу. Затвор закривався механічною муфтою типу Stange з внутрішньою переривчастою різьбою, схожою на ту яка використовувалася у зброї Solothurn, наприклад у легкому кулеметі 7,92 мм (.312 in) MG 30. Система замикання була міцною, але темп вогню був обмежений 230—260 пострілами за хвилину, що обмежувало її використання проти літаків. Потужна і точна для свого часу, вона в основному була встановлена на штурмовик Henschel Hs 129, починаючи з кінця 1941. У ранніх версіях живлення відбувалося з 10-зарядного або 30-зарядного коробчастого магазина, MK 101 міг пробивати 75 мм (3 in) броні на відстані 300 м. Для Heinkel He 177A-1/U2 Zerstörer («Руйнівник») експериментального прототипа штурмовика було розроблено дюжину спарених MK 101 у передній установці, яка була встановлена у дуже низькі носовій фронтальній збільшеній гондолі Bola, і призначалася для знищення кораблів, але ніколи не використовувалася у бою. При використанні у підвісній гондолі на літакуHs 129 [Архівовано 22 вересня 2016 у Wayback Machine.] у якості протитанкової зброї, бронебійний снаряд MK 101 з вольфрамовим осереддям міг пробивати башту та бортову броню радянських важких танків КВ-1. Пізніше була створена електрична версія гармати MK 101 яка отримала назву MK 103.